# Valerio Arri
Valerio Arri (Portacomaro, Italia, 22 de junio de 1892- Portacomaro, 2 de julio de 1970) fue un atleta italiano, especialista en la prueba de maratón en la que llegó a ser medallista de bronce olímpico en 1920.

## Carrera deportiva
En los JJ. OO. de Amberes 1920 ganó la medalla de bronce en la maratón, recorriendo los 42.75 km en esta ocasión (lo habitual es 42.195 km) en un tiempo de 2:36:32 segundos, llegando a meta tras el finlandés Hannes Kolehmainen y el estonio Juri Lossman (plata).